# Vîșniuvate, Rozivka
Vîșniuvate (în ucraineană Вишнювате, în germană Kirschwald) este localitatea de reședință a comunei Vîșniuvate din raionul Rozivka, regiunea Zaporijjea, Ucraina. Satul a fost locuit de germanii pontici.  

## Demografie
Componența lingvistică a localității Vîșniuvate
     Ucraineană (91,45%)
     Rusă (7,6%)
     Alte limbi (0,95%)
Conform recensământului din 2001, majoritatea populației localității Vîșniuvate era vorbitoare de ucraineană (91,45%), existând în minoritate și vorbitori de rusă (7,6%).